# Acantholimon collare
Acantholimon collare är en triftväxtart som beskrevs av Mogens Engell Köie och Karl Heinz Rechinger. Acantholimon collare ingår i släktet Acantholimon och familjen triftväxter. Inga underarter finns listade i Catalogue of Life.